# Uman
För andra betydelser, se Uman (olika betydelser).
Uman (ukrainska: У́мань uttal (fil); polska: Humań) är en stad vid floden Umanka i Tjerkasy oblast i Ukraina med cirka 81 000 invånare. Staden är i Ukraina mest känd för den stora Sofiaparken (ukrainska: Софіївський парк), som 2007 framröstades som ett av landets sju underverk. Staden är också en viktig pilgrimsort för chassidiska judar då rabbi Nachman av Breslov är begraven där. Uppskattningsvis vallfärdar årligen över 20 000 chassidiska judar av den breslovska inriktningen till hans grav vid tiden för det judiska nyåret.

## Historia
Uman omtalas första gången 1616 som en stad i Bratslav vojvodskap. En träbefästning omtalas år 1629. Samma år ska det ha funnits 1 064 hus i staden. 
Under hetmanen Bohdan Chmelnytskyjs uppror 1648–1654 mot Polen blev Uman redan 1648 erövrat av den zaporizjakosackledaren Ivan Hanzja. Uman ingick därefter under några år i den autonoma Hetmanstaten och blev centrum för det så kallade Umanska regementet. När staden återtogs av polska trupper 1667 övergavs den av många av kosackinvånarna som flydde till Dneprs vänstra flodbank. 
Uman och hela Bratslavs vojvodskap hamnade under osmanskt styre 1672 efter att zaporizjakosackerna tillsammans med osmanska styrkor gjort uppror mot Polen. Området återtogs dock av Polen 1699.
Under 1700-talet erövrades staden ett flertal gånger av hajdamaker (1734, 1750 och 1768). Mest omtalad är 1768 års hajdamakuppror som leddes av Maksym Zaliznjak och Ivan Gonta. Den 20–21 juni 1768 erövrade de Uman varefter staden plundrades och tusentals judar och polacker dödades (enligt olika beräkningar 12 000–20 000 personer). Som ett minne av dessa uppror mot de polska jordägarna avbildas en hajdamak i stadens nuvarande stadsvapen. 
Trots 1700-talets många uppror växte staden Uman och år 1760 erhöll staden Magdeburg-rättigheter.
Efter den andra delningen av Polen 1793 hamnade Bratslavs vojvodskap under ryskt styre. Från 1797 ingick Uman i det nybildade lillryska guvernementet Kiev.  
Den kända polska adliga släkten Potocki ägde från början av 1700-talet fram till 1834 stora lantegendomar i Uman och dess närhet. Greve Stanisław Szczęsny Potocki lät 1796–1802 anlägga den magnifika Sofiaparken omfattande 170 hektar till sin grekiska hustru Sofias ära. 
Endast en dryg månad efter inledningen av Operation Barbarossa intogs Uman av tyska trupper den 1 augusti 1941. Inom ett år hade över 13 000 av stadens judar dödats.
Efter långa och våldsamma strider runt staden intogs Uman av sovjetiska styrkor den 10 mars 1944. 
Sedan den ukrainska självständigheten 1991 ingår Uman i Tjerkasy oblast.

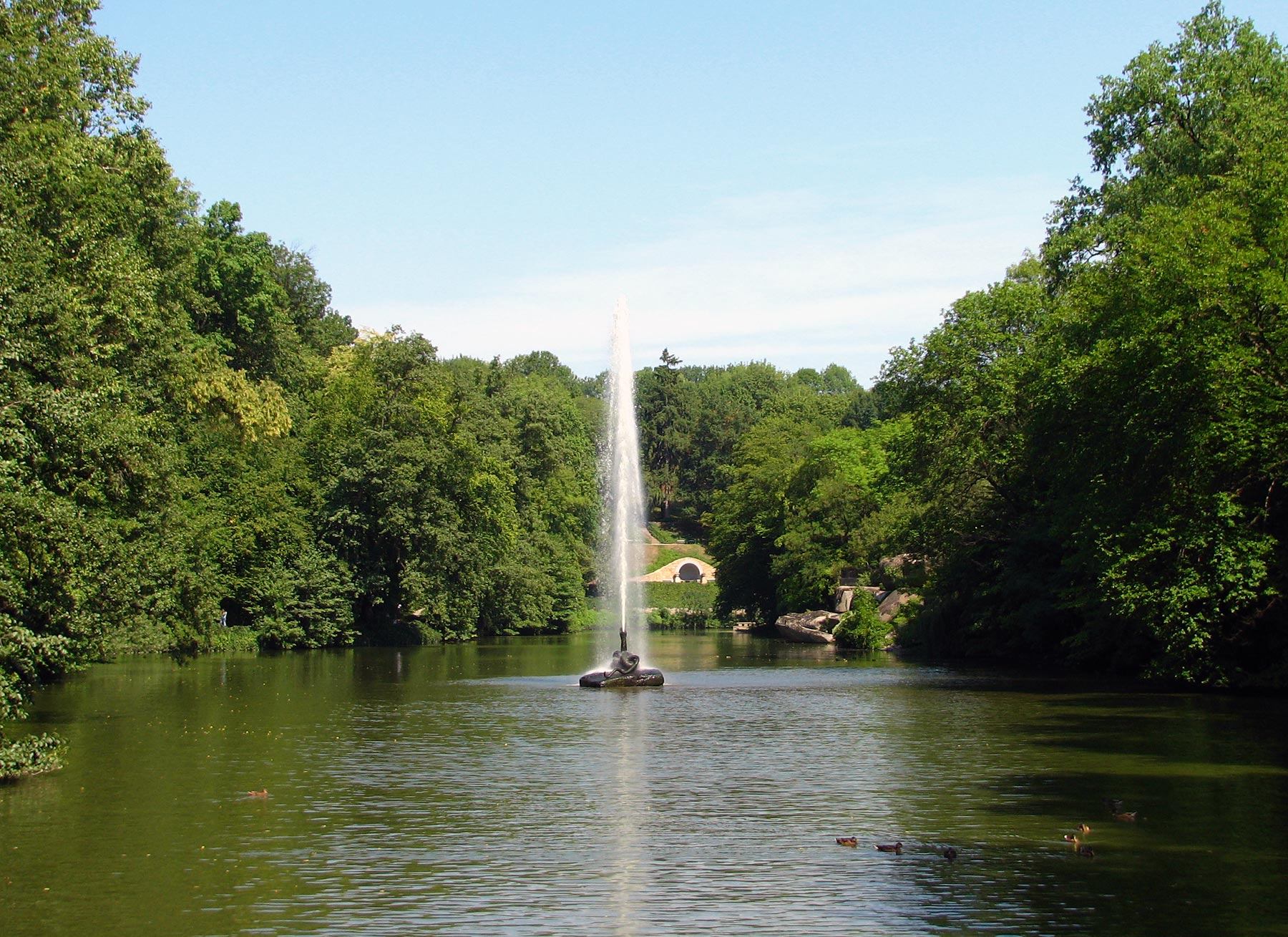
Sofiaparken i Uman.
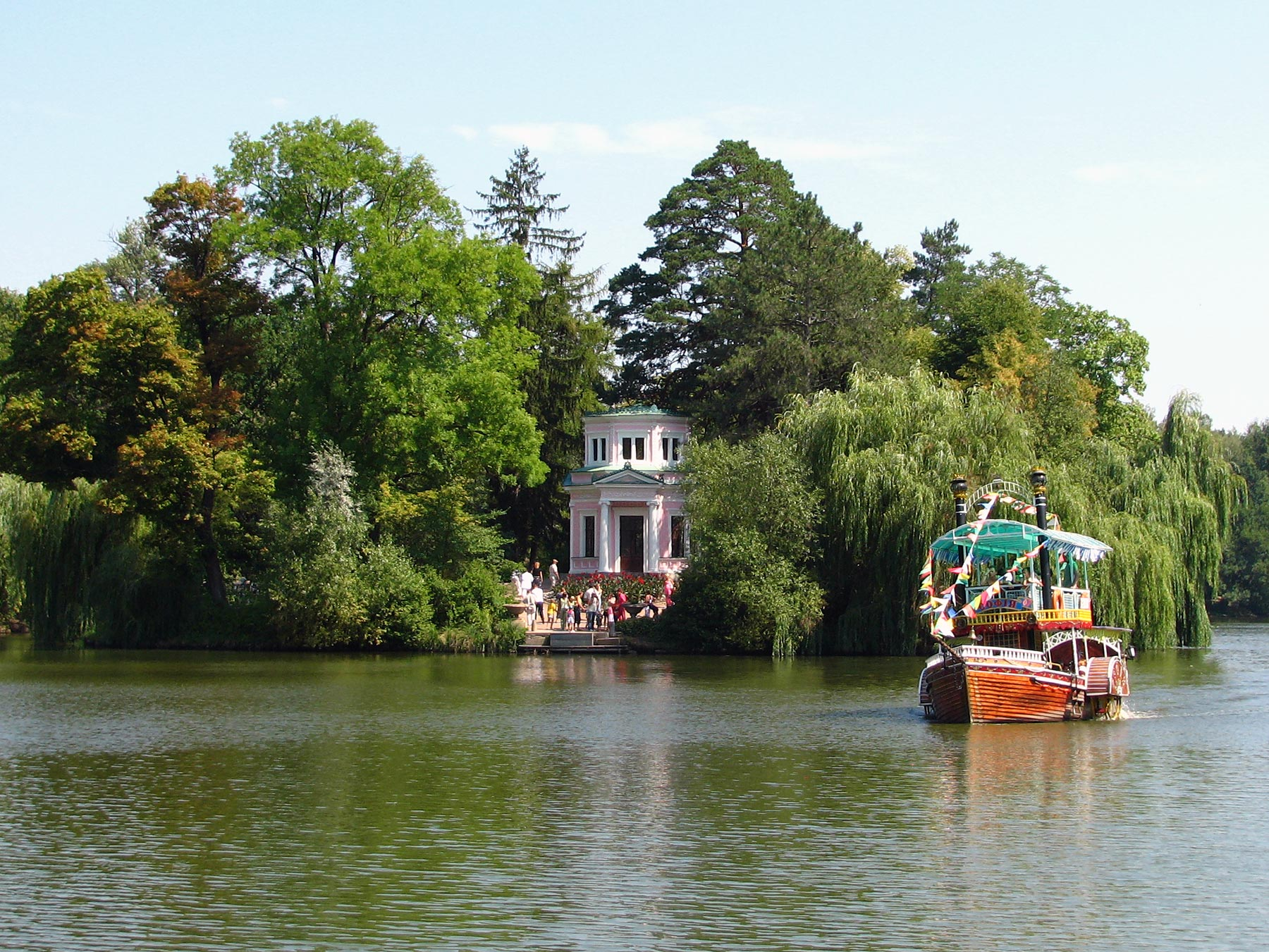
Sofiaparken i Uman.
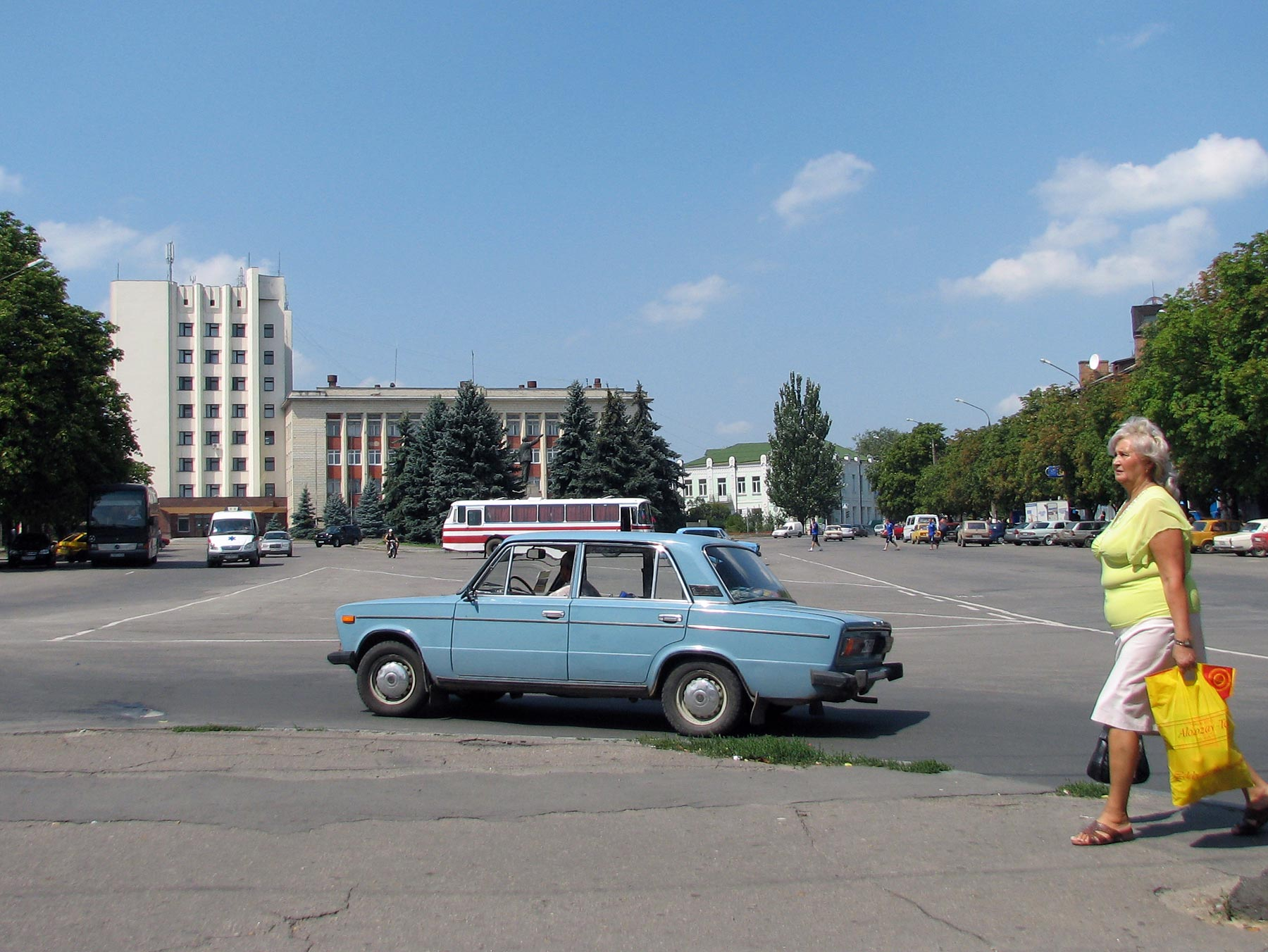
Sobornosti Torget[3] i Uman.
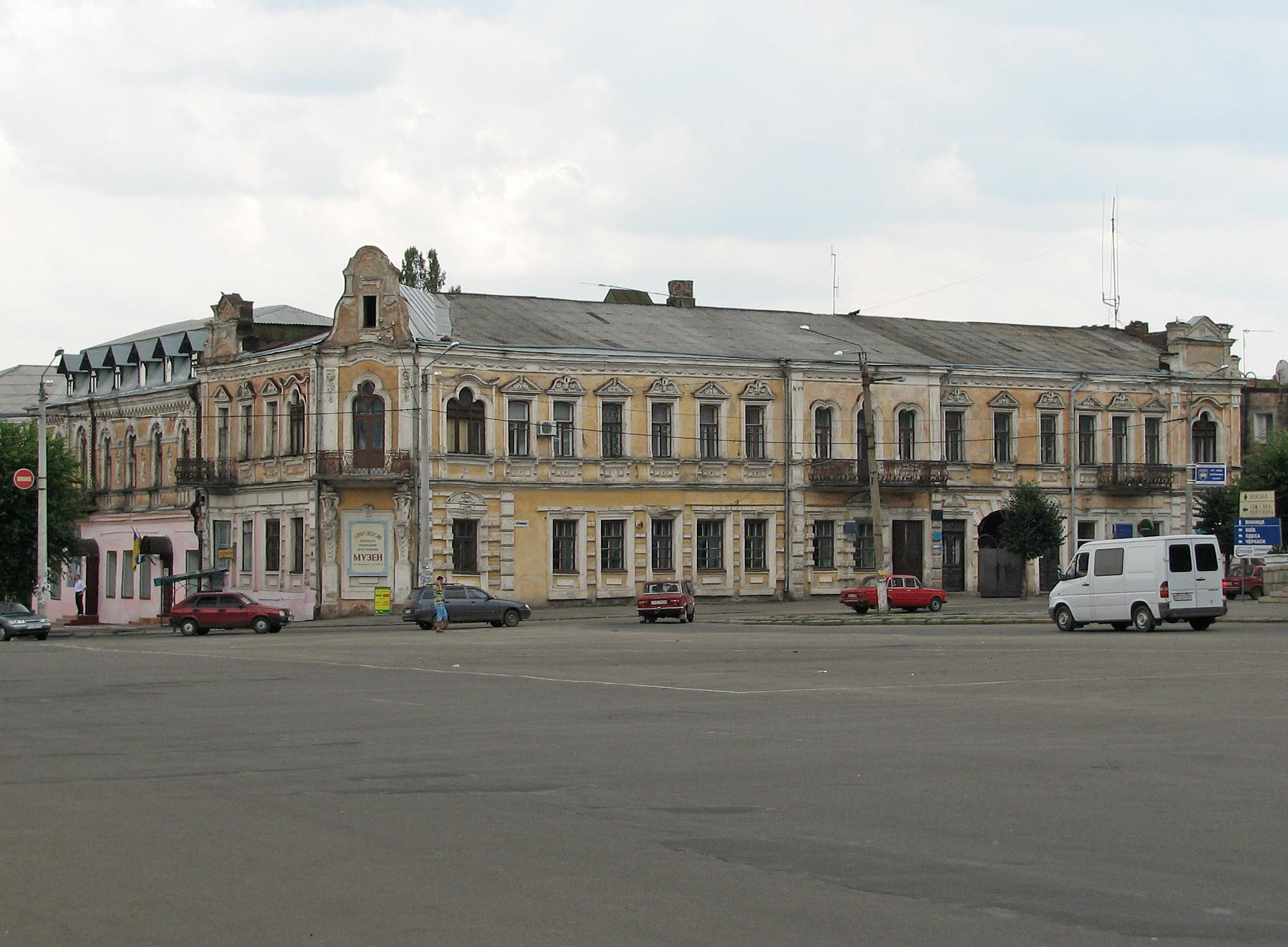
Det gamla biblioteket i Uman.

## Demografi
Vid 2001 års folkräkning uppgick folkmängden till 89 000 invånare, till största delen bestående av ukrainare. Före andra världskriget hade staden en betydande judisk befolkning. I början av 1900-talet fanns tre synagogor i staden.
| År   | Invånare                                    |
| ---- | ------------------------------------------- |
| 1860 | 12 000 (varav 6 684 judar och 772 polacker) |
| 1900 | 29 900 (varav 21 500 judar)                 |
| 1914 | 50 000                                      |
| 1926 | 44 800 (varav 22 176 judar)                 |
| 1942 | 20 000                                      |
| 1959 | 45 000 (varav 2 250 judar)                  |
| 1970 | 63 000                                      |
| 1980 | 80 000                                      |
| 1989 | 91 000                                      |
| 2001 | 89 000                                      |
| 2004 | 88 730                                      |

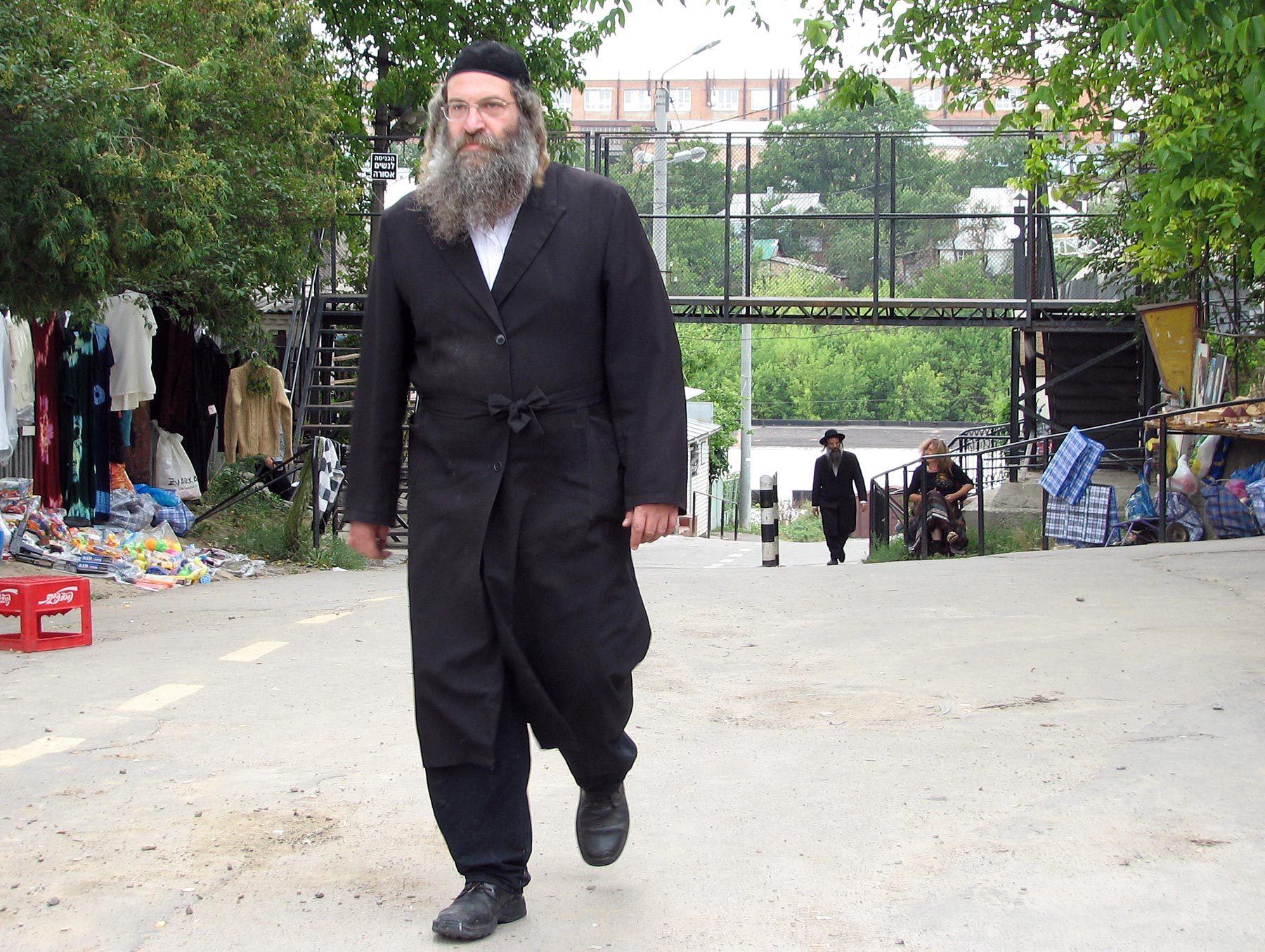
Chassidisk jude i närheten av rabbi Nachmans grav.
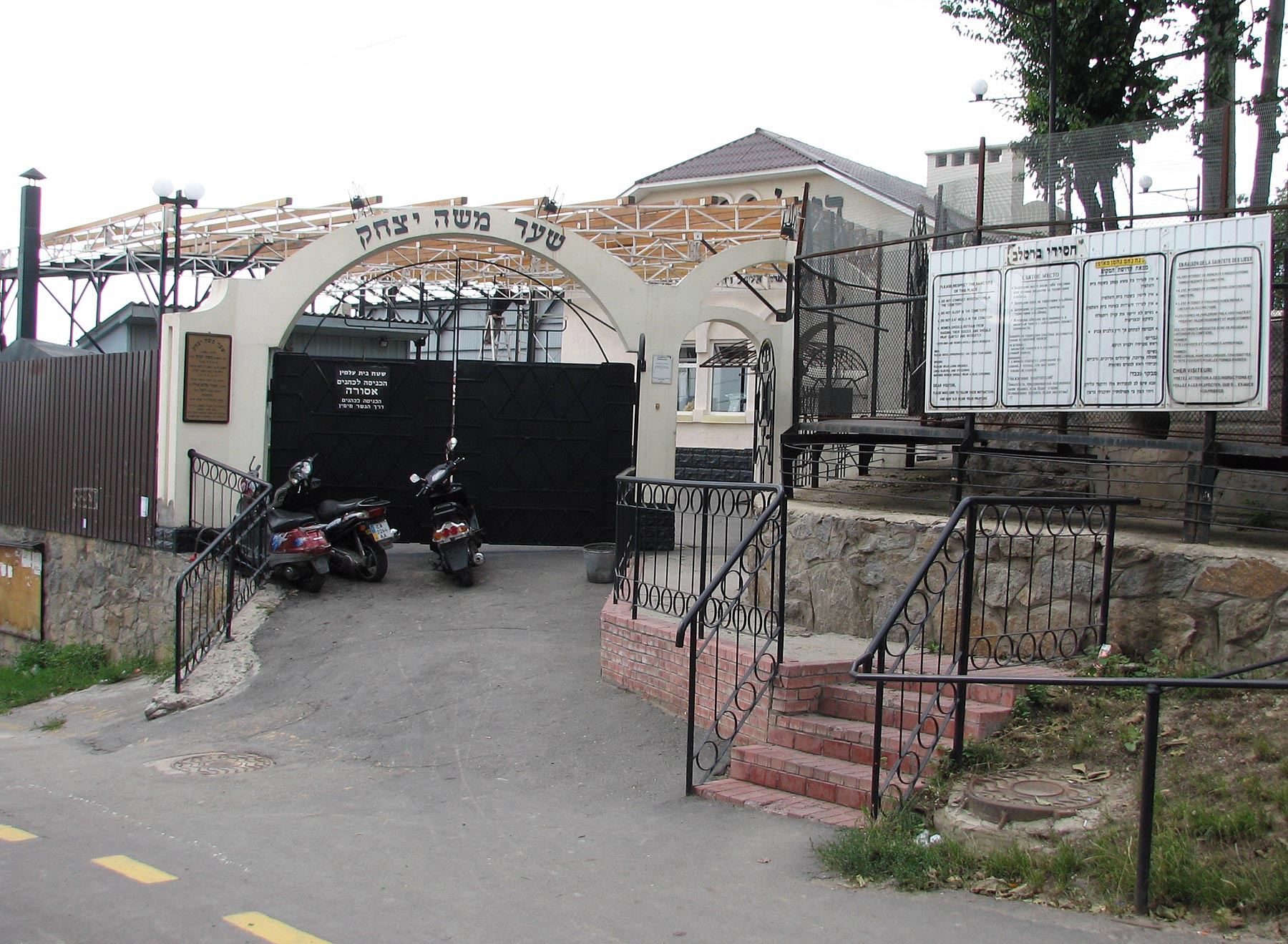
Ingången till den judiska begravningsplatsen och rabbi Nachmans grav.

## Kända personer med anknytning till Uman
- Ivan Gonta – hajdamakledare
- Ivan Skoropadskyj – ukrainsk hetman

## Vänorter
- Łańcut, Polen
- Gniezno, Polen
- Milford Haven, Storbritannien
- Davis, USA
- Romilly-sur-Seine, Frankrike
- Botoșani, Rumänien
- Hapsal, Estland